# Glaine-Montaigut

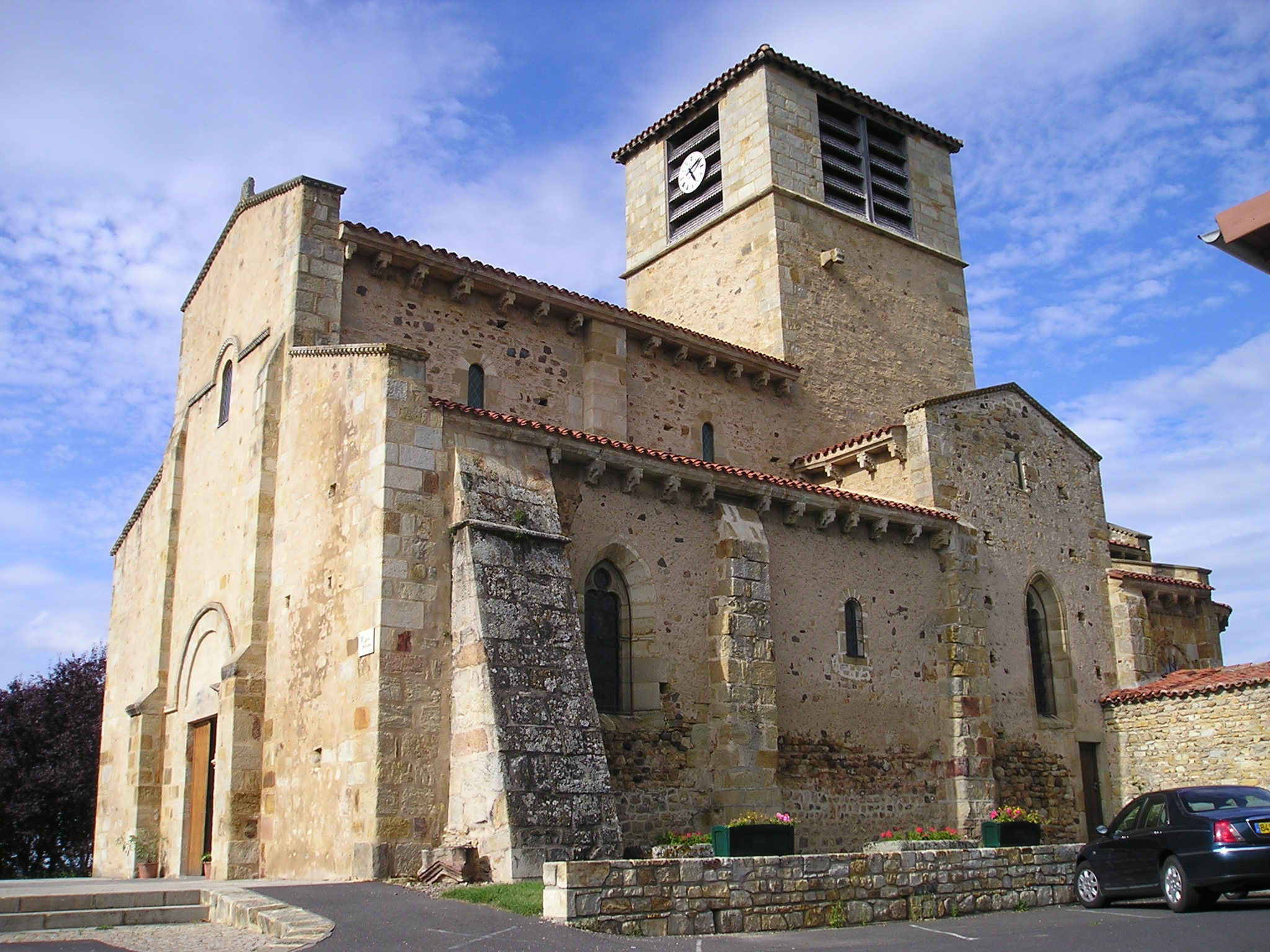
La chiesa di St-Jean

Glaine-Montaigut è un comune francese di 550 abitanti situato nel dipartimento del Puy-de-Dôme nella regione dell'Alvernia-Rodano-Alpi.

## Società

### Evoluzione demografica
Abitanti censiti